# Luis Felipe Zegarra
Luis Felipe Zegarra   (Lima, 5 d'octubre de 1938 - Lima, 16 de gener de 2024) va ser un sacerdot peruà seguidor del pensament del teòleg Gustavo Gutiérrez Merino.

## Biografia
Nascut a Lima el 1938, Luis Felipe Zegarra va fer els seus estudis de Filosofia (1956-1958) i de Teologia (1959-1961) a la Facultat de Teologia de la Pontifícia Universitat Catòlica de Xile, llicenciant-s'hi el 1962. El 1962 i el 1964 va fer estudis per al doctorat en Teologia Moral a l'Acadèmia Alfonsiana de la Pontifícia Universitat del Laterà a Roma.
Va ser Vicecanceller de l'Arquebisbe de Lima (1966-1967) i professor de teologia de l'Escola de Treball Social de la Pontifícia Universitat Catòlica del Perú, incorporant-se com a catedràtic de Teologia el 1967. Va ser membre de la Direcció d'Estudis Generals Lletres (1969-1973, 1975-1971), de la seva Comissió Reorganitzadora (1972-1973) i el seu Director (1974-1975), membre de Direcció de la Facultat de Lletres i Ciències Humanes (1969-1972) i Cap del Departament de Teologia set cops (1978-1981, 1984-1986, 1986-1988, 1996-1998, 1998-2000, 2002-2005 i 2005-2008).
Va ser assessor de la Unió Nacional d'Estudiants Catòlics de Lima entre 1966 i 1978. L'abril de 1976 es va fer càrrec de la Parròquia Santa Àngela Merici del Callao. El maig del 2000 va ser nomenat rector en El Buen Pastor, a la mateixa diòcesi del Callao.

## Obra publicada
- Hacia una cultura de vida
- La subjetividad de la sociedad
- Los pobres de Yavhé
- Apuntes sobre la teología teresiana
- Razones de la Esperanza
- Defensa de la vida y fe cristiana